# NGC 2387
NGC 2387 est une lointaine galaxie spirale située dans la constellation du Cocher. NGC 2387 a été découverte par l'astronome germano-britannique William Herschel en 1790.

## Caractéristiques
Sa vitesse par rapport au fond diffus cosmologique est de 20 146 ± 21 km/s, ce qui correspond à une distance de Hubble de 297 ± 21 Mpc (∼969 millions d'al).